# Jeanne Ashworth
Jeanne Ashworth (n. 1 iulie 1938, Burlington, Vermont, SUA – d. 4 octombrie 2018, Wilmington⁠(d), New York, SUA) a fost o sportivă ce a reprezentat Statele Unite ale Americii, medaliată olimpică. A participat la 3 ediții ale Jocurilor Olimpice (1960, 1964, 1968) în care a câștigat o medalie de bronz.